# Il cavallino di Davie
Il cavallino di Davie è un romanzo per ragazzi del 1966 scritto da Mario Puzo.

## Trama
Il viaggio di Davie inizia con la partenza dei genitori per un viaggio intorno al mondo. Dopo essere stato a casa dei nonni, decide di andare a trovare lo zio Bernardo e la sua fattoria elettrica. Dopo qualche giorno di permanenza a casa dello zio, lo zio decide di regalargli un calesse trainato da un pony di nome Mustang.
A seguito di questo regalo, Davie decide di intraprendere un viaggio da San Francisco a New York, lungo gli Stati Uniti d'America per attendere i genitori alla fine del loro viaggio intorno al mondo.
Durante il viaggio, Davie incontra delle persone un po' strane che lo aiuteranno nella sua traversata.

## Edizioni
- Mario Puzo, Il cavallino di Davie, 1ª ed., Milano, BUR, 1975,  p. 128.